# Comunidad beligerante
Las comunidades beligerantes o grupos beligerantes son sujetos de derecho internacional, a los que se ha reconocido el estatuto jurídico de beligerantes; ello implica la existencia de una guerra civil en la cual dichos grupos acceden al poder, desconociendo a la autoridad gobernante, y controlando, además, una porción del territorio determinado, poseen un gobierno propio, uniforme o distintivos,una fuerza militar y persiguen un fin político.
Cabe señalar que es el poder central quién les otorga el estatuto jurídico de beligerantes, con el cual adquieren cierto grado de subjetividad internacional al constituirse en alguna medida como sujetos de Derecho Internacional, liberándose así el Estado de “Responsabilidad Internacional” por los actos cometidos por ellos (mientras el Estado no los declare beligerantes, tiene la obligación de controlar a sus súbditos).[cita requerida] Este reconocimiento tiene el efecto de dar a los terceros Estados la posibilidad de acusar a dicha comunidad por los daños sufridos ante las organizaciones internacionales pertinentes. Antes del reconocimiento, los terceros Estados deben observar prescindencia, o sea la posibilidad de ayudar abierta o encubiertamente al Estado o a la comunidad beligerante. Luego del reconocimiento los terceros Estados deben observar neutralidad. El levantamiento en armas de parte de la población contra el gobierno establecido es un asunto de jurisdicción interna si dicho gobierno controla la situación y responde por los daños causados a otros estados.